# Správní dozor
Správní dozor je vrchnostenská (výsostná) činnost, při které orgán veřejné správy pozoruje chování nepodřízených subjektů, hodnotí jejich chování v rámci požadavků kladených právními normami a porovnává s žádoucím chováním a pokud zjistí nesoulad mezi skutečným a žádoucím chováním, aplikuje nápravná a sankční opatření.
Správní dozor se uskutečňuje ve vnějších vztazích veřejné správa, to znamená vůči subjektům obč. společnosti mimo rámec vnitřních vztahů ve veřejné správě. Mimo správní dozor se rozlišuje ještě dozor ve vztahu k samosprávným korporacím (obce, kraje, profesní komory), přezkum hospodaření územních samosprávných celků ,vnitřní kontrola v rámci veřejné správy a finanční kontrola .

## Dozorčí orgány
Výkon správního dozoru provádějí dozorčí orgány. Těmi jsou:
1. orgány veřejné správy, kterým zákon svěřuje výkon dozorčí činnosti
  - orgány veřejné správy, které provádí správní dozor jako jednu ze svých činností nebo jako svou specializovanou činnost (např. státní stavební dohled vykonává stavební úřad, finanční
  - orgány státní správy jejichž jedinou působností nebo pravomocí je výkon státního dozoru (specializované dozorčí orgány = tzv. inspekce). Jde o správní úřady s celostátní působností podřízené příslušnému ústřednímu orgánu státní správy. Např. Česká obchodní inspekce, Česká školní inspekce apod.
2. soukromé fyzické nebo právnické osoby na něž stát deleguje nebo formou autorizace převádí pravomoc a působnost správního dozoru př. veřejná stráž

Dozorčí orgány jsou někdy uspořádány hierarchicky - správní dozor a vrchní správní dozor (vykonává ministerstvo nebo ústřední orgány státní správy).

## Formy správního dozoru
podle okamžiku dozorčí činnosti
- Dozor je vykonáván jako průběžný (dozor nad trvale probíhající činnost),
- následný (sledování odstraňování nedostatků zjištěných při dřívější kontrole).
- Někdy se rozlišuje také dozor předběžný, což je v podstatě povolovací činnost veřejné správy (např. vydání stavebního povolení).

podle doby trvání dozoru
- Správní dozor se rozlišuje také jako soustavný resp. zpřísněný (např. dozor nad zpracovateli potravin)
- a dozor jednorázový
  - vykonávaný na základě určitého programového dokumentu (např. roční plán kontrolní činnosti) nebo
  - na základě vnějšího podnětu (stížnost, petice) (= tzv. incidentní dozor).

## Právní úprava v ČR
Základní a obecným právním předpisem správního dozoru je zákon č. 255/2012 Sb., o kontrole (kontrolní řád). Zákon stanoví orgány opravněné vykonávat státní kontrolu, orgány, které nepodléhají státní kontrole a základní pravidla kontrolní činnosti. Zákon je obecnou normou pro výkon kontrolní činnosti všech orgánů státní správy. zvláštní zákony mohou upravovat určité výjimky. Zcela specifickou úpravu kontrolní činnosti obsahuje celní zákon a školský zákon.